# Strasser-Krise
Die Strasser-Krise war eine parteiinterne Auseinandersetzung innerhalb der Führung der NSDAP im Dezember 1932. Im Zentrum der Krise stand der Streit um den weiteren politischen Kurs der Partei nach der aus Sicht der NSDAP enttäuschenden Reichstagswahl vom November 1932, in der sie den Verlust von zwei Millionen Wählerstimmen hatte hinnehmen müssen.
In der Strasser-Krise prallten im Wesentlichen zwei Auffassungen innerhalb der Parteileitung aufeinander: zum einen die Position der Gruppe um Hermann Göring und Joseph Goebbels, die dafür plädierte, am bisherigen politischen Kurs Hitlers festzuhalten, der auf die Formel „Alles oder nichts“ gebracht wurde, das heißt weiterhin auf der Übertragung des Reichskanzleramtes an Adolf Hitler persönlich und auf der Übertragung der vollen Regierungsgewalt auf die NSDAP zu bestehen. Demgegenüber trat der Reichsorganisationsleiter der NSDAP, Gregor Strasser – der namensgebend für die Krise wurde –, dafür ein, einen moderateren Kurs einzuschlagen und sich vorerst mit einigen Ministerämtern in einer Koalitionsregierung zu begnügen. Hitler sollte nach Strassers Vorstellung auf das Kanzleramt verzichten und sich stattdessen mit dem Amt des Vizekanzlers oder des Parteivorsitzenden der NSDAP zufriedengeben. Am Ende der Krise schlug sich Hitler – nach einigem Hin-und-Her – auf die Seite der Verfechter des „Alles-oder-Nichts“-Kurses.
Die wichtigsten Ergebnisse der Strasser-Krise waren das Ausscheiden von Gregor Strasser aus der NSDAP-Führung zugunsten einer weiteren Stärkung des radikalen Parteiflügels sowie das Scheitern der Querfront-Konzeption des damals amtierenden Reichskanzlers Kurt von Schleicher, der bei Antritt seiner Regierung im Dezember 1932 geplant hatte, im Zuge eines „diagonalen“ Bündnisses durch alle politischen Lager, von den „moderaten Nationalsozialisten“ über die bündische Jugend bis zu den Gewerkschaften auch die NSDAP-Gruppe um Gregor Strasser in seine Regierung einzubinden. Das unerwartete Wegfallen der Strasser-Stütze wird in der historischen Forschung häufig als einer der wichtigsten Gründe für das Scheitern der Regierung Schleicher im Januar 1933 angesehen.

## Folgen
Innerhalb der NSDAP hatte die Strasser-Krise direkten Einfluss auf die Organisation der Partei: Nach Strassers Ausscheiden gingen die Aufgaben des Reichsorganisationsleiters auf den bisherigen Reichsinspekteur II der Partei Robert Ley über, wobei einige wichtige Kompetenzen, die Strasser noch innegehabt hatte, aus dem Zuständigkeitsbereich des Organisationsleiters ausgegliedert und anderen Funktionären übertragen wurden. So wurde die Aufsicht über die Propaganda der Partei, die Strasser innegehabt hatte, aus dem Ressort des Organisationsleiters herausgelöst und fortan vom Reichspropagandaleiter Joseph Goebbels wahrgenommen, der bis dato noch dem Organisationsleiter unterstanden hatte. Ferner wurde im Dezember 1933 mit der von Rudolf Heß geleiteten Politischen Zentralkommission eine völlig neue Instanz in das Organisationen-Geflecht der Partei eingefügt.